# Microplexia plurinephra
Microplexia plurinephra là một loài bướm đêm trong họ Noctuidae.